# Silverwood
Silverwood war eine deutsche Country-Band.

## Geschichte
Die Band ging 1998 aus der Band Southern Pacific Line verstärkt um drei weitere Musiker hervor.
Ihre erste Single Already in Love fand Anerkennung in der Fachpresse, und sie wurden von der German American Country Music Federation als Newcomer des Jahres gewählt. Im Jahr darauf eroberte ihr Debütalbum Drive Platz 1 der Country-Charts im „Trucker Magazin“, und die Band wurde in diesem und im Folgejahr von der GACMF als Band des Jahres nominiert.
Ende 1999 kommt Heiko Ahrend als 7. Mitglied der Band hinzu.
Ab 2002 folgten auch europaweite Erfolge. Das Album „Live“ wurde aufgenommen und wurde als bestes Live-Album des Jahres vom Musik Fachmagazin „Trucker“ ausgezeichnet.
Allerdings verlassen mit Songschreiber und Sänger Ernest Ray Everett, Roland Depner und Winfried Wohlbold einige Gründungsmitglieder die Band und so wagte man auch musikalisch neue Wege.
Später besetzen Stefan Franz und Christian Teufel die jeweiligen Positionen in der Band. Nick DuBois wird nach seiner Auswanderung in die USA von André Langer ersetzt.
2004 erscheint das Album My Side of Town. Im gleichen Jahr wurde die Band mit dem Deutschen Rock & Pop Preis ausgezeichnet.
Des Weiteren wurde Die Band mit Verschiedenen Preisen von der GACMF ausgezeichnet:
Newcomer Band, Band des Jahres....
Highlights der Live Performance waren unter anderem Auftritte am „Nürburgring Truck Race“, diverse Fernsehauftritte bei MDR, SWR, WDR in diversen Shows und Musiksendungen.
Andre Langer, und Stefan Franz verließen die Band Mitte 2007.
Es folgen Shows in Zusammenarbeit mit Künstlern wie Helt Oncale (Fiddle, Gitarre, Gesang). 2012 findet in Zusammenarbeit mit Musikern der Brassband des MUFO/ Soundorchester Burgthann der letzte Auftritt der Band Silverwood am Nürburgring statt.

## Diskografie
- 1999: Drive
- 2002: Live
- 2004: My Side of Town